# Ареповка
Ареповка (укр. Арепівка) — село в Новоукраинской городской общине Новоукраинского района Кировоградской области Украины.
Население по переписи 2001 года составляло 55 человек. В 2023 году в селе зарегистрировано 38 человек. Почтовый индекс — 27125. Телефонный код — 5251. Код КОАТУУ — 3524086402.